# Ruine Alt-Bechburg
Die Alt-Bechburg ist die Ruine einer hochmittelalterlichen Höhenburg in der Gemeinde Holderbank im Kanton Solothurn.

## Geschichte
Die Ruine findet sich auf einem schmalen Felsgrat am Passweg über den Buchsiterberg, der im Mittelalter ein vielbegangener Juraübergang war.
Die Burg wurde im 11. Jahrhundert von den Freiherren von Bechburg erbaut. Im Laufe der Zeit kamen die zwei Teile der Burg an verschiedenen Eigentümer, womit die Anlage zu einer Doppelburg, einer Ganerbenburg wurde. Dem Geschlecht verblieb als Eigenburg nur die hintere Burg. Die vordere Burg gehörte als Lehen dem Bischof von Basel. Der Lehenträger, die Grafen von Frohburg (auch Froburg), hatte sie allerdings an die Grafen von Falkenstein verliehen, einem Seitenzweig der Bechburger. Am Anfang des 14. Jahrhunderts kaufte der Ritter Heinrich von Ifenthal zuerst die vordere Burg (1325) und danach die hintere Burg (1336) und brachte sie somit zusammen. Die Burg wurde danach als ganzes von der Enkelin des Ritters, Margreth von Ifenthal, 1416 an die Stadt Solothurn verkauft. Die Stadt verlieh das Schloss und den dazugehörende Sennhof an Privatleute. Dies war die Familie Bloch aus Klus, die das Erblehen von 1572 bis 1668 hielt. Diese waren aber vor allem am Sennhof interessiert, es fehlte am Geld, die Burg zu unterhalten, und sie wurde vernachlässigt, so dass schon im 17. Jahrhundert von einem «zergehend Schloss» geredet wurde. Das schon verfallende Schloss ging 1713 aus unbekannten Gründen in Flammen auf und wurde zur Ruine. Zwischen 1936 und 1937 wurde die Ruine auf Initiative des Historischen Vereins ausgegraben und konserviert.
Während der Ausgrabungen wurde 1936 ein zerbrochener Krug gefunden, in dessen Innerem sich über 5000 Münzen befanden. Bis auf acht Münzen waren es so genannte stumme Münzen. Bei diesen zweiseitig geprägten Silbermünzen mit Doppelknollenkreuz bzw. Rad wird vermutet, dass sie um 1180 in Solothurn geprägt wurden. Der Schatz ist in das Historische Museum Blumenstein überführt worden.